# Panadero ensoñado
"Panadero ensoñado" es un tema gutural interpretado por los músicos argentinos Luis Alberto Spinetta y David Lebón con la banda Pescado Rabioso, que integra el álbum doble Pescado 2 de 1973, segundo álbum de la banda, ubicado en la posición nº 19 de la lista de los 100 mejores discos del rock argentino por la revista Rolling Stone.
El tema dura apenas 37 segundos y se trata de una improvisación coral humorística para abrir el álbum, a cargo de Spinetta y David Lebón. En los créditos del álbum figura como anónimo.
En todo el álbum Pescado Rabioso forma con Spinetta (voz y guitarra), Black Amaya (batería), David Lebón (bajo, guitarra y voz) y Carlos Cutaia (órgano eléctrico).

## La canción
"Panadero ensoñado" es el primer track (Disco 1, Lado A, 1) del álbum Pescado 2. El tema dura apenas 37 segundos y se trata de una intervención rítmica coral humorística, para abrir el álbum, a cargo de Spinetta y Lebón.
En el cuadernillo que acompaña al álbum está descripto como "instrumentalización gutural" y está ilustrado por un personaje dibujado por Spinetta llamado Pato Labio E' Goma, que dice "chuic, chuic, tomp". 
Al comienzo se oye decir a Lebón, "no, yo hago el charlestón", en referencia al sonido del hi hat, es decir los característicos platillos enfrentados que se cierran en la batería.